# Friedrich-August von Brühl
Maria Friedrich-August Franziskus Hubertus Benedikt Johannes von Nepomuk Graf von Brühl (ur. 1 maja 1913 w Pförten, zm. 5 listopada 1981 w Bramsche-Sögeln) – oficer Wehrmachtu, niemieckich sił pancernych oraz podpułkownik Bundeswehry.

## Życiorys
Był synem Friedricha-Josepha von Brühl oraz baronowej Mathilde von Twickel. Po zakończeniu edukacji szkolnej i zdaniu matury w 1934 roku rozpoczął służbę w armii. Ukończył podstawowe szkolenie wojskowe w stopniu kaprala. 23 marca 1937 roku został awansowany na podporucznika rezerwy. Zmobilizowany 1 sierpnia 1939 roku rozpoczął służbę w drugim pułku pancernym 1 Dywizji Pancernej. Z jednostką tą 1 września 1939 roku przekroczył polską granicę w Bodzianowicach, wtedy Grunsruh. Brał udział w kampanii wrześniowej a po jej zakończeniu został 1 listopada 1939 roku awansowany do stopnia porucznika rezerwy. Uczestniczył w kampanii francuskiej. Na bazie pułku utworzono w 1940 16 Dywizję Pancerną.
22 czerwca 1941 roku wziął udział w operacji "Barbarossa", czyli w ataku wojsk niemieckich na Związek Radziecki. Walczył w jako szef 8 kompanii 2 pułku pancernego wchodzącego w skład Grupy Armii Południe. Brał udział w bitwie o Brody, bitwie o Humań, bitwie o Kijów, bitwie o Rostów oraz bitwie stalingradzkiej toczonej okresie od 23 sierpnia 1942 do 2 lutego 1943 roku, gdzie dowodzona przez niego grupa wykazała się dużą walecznością niszcząc ponad 100 sowieckich czołgów. Po zakończeniu bitwy stalingradzkiej wrócił do Niemiec. Przebywał na krótkim urlopie we Włoszech. 
10 września 1943 awansował na kapitana rezerwy. Stacjonował na froncie zachodnim. Brał udział w walkach w Normandii, między innymi przeciwko operacji aliantów o nazwie „Overlord”. 30 listopada 1944 kolejny raz awansowany, tym razem do stopnia majora. Brał udział w kolejnych walkach. W bitwie pod Falaise czy w bitwie o las Hürtgen. Po kapitulacji Niemiec w 1945 roku dostał się do brytyjskiej niewoli. Żonaty z Marie Elisabeth von Korff miał syna Friedricha Leopolda urodzonego 26 sierpnia 1944 roku.
W 1956 roku dołączył do nowo tworzonej armii na terenie Republiki Federalnej Niemiec. Został zatrudniony w Szkole Wojsk Pancernych w Munster. Tam otrzymał awans na podpułkownika. Od 1 października 1958 do 30 września 1962 pełnił funkcję dowódcy (komendanta) nowo utworzonego batalionu czołgów w Lüneburg. Od 1 listopada 1962 stacjonował w Hanowerze, a od 1967 roku do chwili przejścia na emeryturę zajął miejsce dowódcy okręgu wojsk obronnych w Bückeburg. Zmarł 5 listopada 1981 w Bramsche-Sögeln w wieku 68 lat. Friedrich-August von Brühl za swoje dokonania i zasługi został wielokrotnie odznaczony: Krzyżem Niemieckim, Krzyżem Żelaznym I i II klasy oraz Krzyżem Rycerskim, właśc. Krzyżem Rycerskim Krzyża Żelaznego.

## Rangi
- Leutnant der Reserve – 23 marca 1937
- Oberleutnant der Reserve – 1 listopada 1939
- Hauptmann der Reserve – 10 września 1943
- Major der Reserve – 30 listopada 1944
- Oberstleutnant – rok 1958